# Blepharita obscurior
Blepharita obscurior là một loài bướm đêm trong họ Noctuidae.